# Acanthodelta leucopera
Acanthodelta leucopera är en fjärilsart som beskrevs av Druce 1912. Acanthodelta leucopera ingår i släktet Acanthodelta och familjen nattflyn. Inga underarter finns listade i Catalogue of Life.